# 霍普 (印第安納州)
霍普（英語：Hope）是位於美國印地安納州巴塞洛繆縣的一個城鎮。

## 地理
霍普的座標為39°18′00″N 85°46′15″W / 39.30000°N 85.77083°W，而該地最高點為海拔高度218米（即715英尺）。

## 人口
根據2010年美國人口普查的數據，霍普的面積為2.46平方千米，皆為陸域。當地共有人口2,102人，而人口密度為每平方千米854人。